# Angelia Wilson
Angelia Wilson ist eine britische Politikwissenschaftlerin, die seit 1994 an der University of Manchester forscht und lehrt. Von 2017 bis 2020 war sie Vorsitzende der Political Studies Association (PSA).
Wilson machte ihren Bachelor-Abschluss an der McMurry University im texanischen Abilene und wurde an der University of York zur Ph.D. promoviert. Sie erforscht die Schnittpunkte von sozialem Konservatismus, Christentum, feministischer politischer Theorie und Politik zur Regulierung von Sexualität.

## Schriften (Auswahl)
- Why Europe is lesbian and gay friendly (and why America never will be). State University of New York Press, Albany 2013, ISBN 9781438447278.
- Als Herausgeberin: Situating intersectionality. The politics of intersectionality : politics, policy, and power. Palgrave Macmillan, New York 2013, ISBN 9781137025111.
- Below the belt. Sexuality, religion, and the American South. Cassell, London/New York 2000, ISBN 0304335495.
- Als Herausgeberin: A simple matter of justice? Theorizing lesbian and gay politics. Cassell, London/New York 1995, ISBN 030432955X.